# Karolin
Karolin je malá vesnice v gmině Osięciny v okrese Radziejów v Kujavsko-pomořském vojvodství v Polsku. Vesnice, která se nachází cca 1,5 km jihovýchodně od Osięcin, je sídlem solectwa.

## Historie
Místo je jako vesnice zmiňované již v 19. století. V letech 1975–1998 Karolin patřil do již zaniklého vojvodství Województwo Włocławskie. Před rokem 2023 byla vesnice částí obce Osięciny.

## Další informace
Hlavní ekonomikou vesnice je zemědělství.